# يو ميهالي
يو ميهالي Jo Mihaly (ولدت في 25 أبريل 1902 في شنايديمول - وماتت في 29 مارس 1989 في زيسهاوبت في بافاريا وقيل في أسكونا في تيسين في سويسرا) هي راقصة وممثلة وشاعرة ومؤلفة.

## حياتها
ولدت في عام 1902 تحت اسم إيلفريده أليسه كور Elfriede Alice Kuhr ، ودرست الرقص الكلاسيكي ثم أصبحت عضوة في باليه هاس هايه في برلين Haas-Heye-Ballet.
قامت بين عامي 1923 و 1925 بالعديد من الجولات عبر ألمانيا في الفرق التمثيلية وكذلك في السيرك. وحين كانت تمثل على المسرح الشعبي تعرفت بالممثل والمخرج ليونارد شتيكل، الذي تزوجته في عام 1927. وعاشت معه لفترة في منزل رقم 12 شارع بون في مستعمرة الفنانين في برلين Künstlerkolonie. وبين عامي 1923 و 1928 ظهرت كراقصة منفردة في عدة مسرحيات خاصة وناقدة للمجتمع من بينها اضطهاد اليهود و رؤيا الحرب. اشتغلت منذ عام 1927 في كتابة الشعر ونشرت أولى أعمالها في مجلة Der Kunde التي كان يصدرها جيورج جوج وأخوية المتشردين Brüderschaft der Vagabunden. عاشت إبان جمهورية فايمار عاشت التجول، وجمعت تجاربها في عام 1929 في كتاب شعري غنائي بعنوان «قصيدة البؤس» Ballade vom Elend. وكانت ذات تعاطف سياسي مؤيد لحقوق الـ Sinti u. Roma. وكانت بين عامي 1931 و 1933 عضوة في المعارضة النقابية الحمراء Rote Gewerkschafts-Opposition و العون الأحمر Rote Hilfe و اتحاد المفكرين الأحرار Freidenkerbund. وفي عام 1933 ولدت ابنتها أنيا (أنيا أوت الممثلة).
هاجرت في عام 1933 مع زوجها إلى سويسرا وعاشت حتى عام 1949 في زيورخ. وكانت تنشر المقالات تحت اسم مستعار في الصحف السويسرية وواصلت العمل كراقصة ومغنية. وكانت لها نشاطات لرعاية اللاجئين وكانت لها صلات بمجموعات المقاومة في ألمانيا. في عام 1943 شاركت في تأسيس ورأست الجمعية الثقافية للمهاجرين في إطار مساعدة اللاجئين في زيورخ. وبجانب ذاك شاركت في تأسيس حركة الألمان الأحرار في سويسرا. وعملت ما بين أكتوبر 1945 حتى يوليو 1946 في فرانكفورت على الماين، ومنعت من قبل السلطات الأمريكية من العودة إلى سويسرا. أسست الجمعية الألمانية الثقافية الحرة في فرانكفورت وكانت عضوة في اللجنة الثقافية الرسمية هناك.
تفرغت للكتابة الحرة منذ عام 1949 في أسكونا. كتبت الروايات والقصص والقصائد وكتب الشباب.
وقد حصلت على جائزة الشرف من مدينة زيورخ.

## من أعمالها
- ولو كان الوقت ليلا - رواية
- مطلوب - رواية
- من هو اللص
- وهناك لقاء آخر - يوميات من الحرب
- ثلاث قصص لعيد الميلاد
- ما تحكيه العجوز أنا بيتروفنا - قصص من روسيا
- أعطني الوقت لأحب
- الأرنب المسحور
- تفكر أيها الإنسان
- ميشائيل أبراد وطفله

## روابط خارجية
- يو ميهالي على موقع IMDb (الإنجليزية)